# Bulbophyllum thrixspermoides
Bulbophyllum thrixspermoides är en orkidéart som beskrevs av Johannes Jacobus Smith. Bulbophyllum thrixspermoides ingår i släktet Bulbophyllum och familjen orkidéer. Inga underarter finns listade i Catalogue of Life.